# 耶律希亮
耶律希亮（1246年—1327年），字明甫，元朝政治人物。

## 生平
元初大臣耶律楚材之孙，中书左丞相耶律铸之子。1246年希亮生于和林。宪宗蒙哥曾派遣耶律铸到北平核钱粮，耶律铸带儿子同行。耶律希亮在北平师事赵衍，九岁已能赋诗。春夏之交，宪宗召耶律铸还和林，耶律希亮独自留北平。1258年，宪宗驻军六盘山，耶律希亮前往晋见。1258年宪宗南征伐蜀，耶律铸和耶律希亮随行。1259年，宪宗崩于蜀，希亮将辎重北运回陕西。1260年，世祖忽必烈即位，弟阿里不哥反，起兵夺汗位。世祖遣使召六盘山驻军主将浑都海。耶律铸游说浑都海等人入朝忽必烈，浑都海等人不从，耶律铸于是不顾妻儿，隻身投奔忽必烈。浑都海得知耶律铸投奔忽必烈，大怒之下，遣一百骑兵追赶不及。浑都海又派百人监视耶律希亮母子，迫胁从行，从灵武过应吉里城，到西凉甘州。后来阿蓝答儿、浑都海为忽必烈大兵所杀，残兵北逃，叛军推举哈剌不花为帅。耶律希亮潜匿甘州北黑水东沙陀中。后因行踪暴露，为叛军捕获，送往肃州。但因哈剌不花与耶律铸是亲戚，又因哈剌不花在蜀生病时，耶律铸曾召医师为哈剌不花看病，送酒食， 因此哈剌不花说：“你父親是我的恩人，现在是知恩图报的时候”，便将希亮释放。希亮与兄弟徒步跋涉，不火食者数日，抵达沙州北川。同年冬，涉雪逾天山，到北庭都护府。1261年，到昌八里城。夏，过马纳思河，抵叶密里城。1262年五月，耶律希亮又為阿里不哥兵所驅趕，西逃千五百里，至孛劣撒里。六月，又西至換扎孫、不剌城。又西行六百里，至徹徹里澤剌山，后妃和
輜重都留在此，耶律希亮母及兄弟亦在。耶律希亮单騎行二百余里，出布兒城，又行百里到也里虔城，而哈剌不花追兵到，希亮又跟從二王興師，到不剌城，与哈剌不花戰，将其殲灭，哈剌不花首级送忽必烈。十月，抵达亦思寬。至元四年（1267年），耶律希亮抵达可失哈里城。四月，阿里不哥追兵又到，耶律希亮隨軍出征，至渾八升城。当時希亮母從后在阿体八升山避暑。世祖遣不華到二王所，以璽書召耶律希亮。六月，耶律希亮由苦先城至哈剌火州，出伊州，涉大漠。八月，在上都大安閣覲見世祖，世祖賜鈔千錠、金帶、幣帛，命為速古兒赤、必闍赤。至元八年（1271年），授奉訓大夫、符寶郎。
至元十二年（1276年），元世祖忽必烈灭宋，世祖命耶律希亮問宋朝降將，可否征伐日本。宋朝降將夏貴、呂文煥、范文虎、陳奕等都说可以攻打日本。希亮上奏反对：“宋朝和遼、金攻戰已三百年，现在刚刚太平，人民须要休息。过几年之后，俟數年，再興師不晚。”世祖认同。
至元十四年（1279年），转嘉议大夫、礼部尚书，不久升任吏部尚书。至元十七年（1282年），耶律希亮告病辞官归田，退居总阳二十余年。
至大二年（1309年），元武宗访求先朝旧臣，耶律希亮复出，出任翰林学士承旨、资善大夫，后出任翰林学士承旨、知制诰兼修国史。泰定四年（1327年）耶律希亮逝世，享年八十一。

## 延伸阅读
[在维基数据编辑]
 《元史·卷180》，出自宋濂《元史》
 《新元史/卷127》，出自柯劭忞《新元史》